# دنیس ابراهیم
دنیس ابراهیم (انگلیسی: Dennis Ibrahim؛ زادهٔ ۲۴ دسامبر ۱۹۷۴) بازیکن فوتبال اهل آلمان است.
از باشگاه‌هایی که در آن بازی کرده‌است می‌توان به باشگاه فوتبال آدمیرا واکر مودلینگ، باشگاه فوتبال اس‌سی فورتونا کلن، باشگاه فوتبال آلمانیا آخن، و باشگاه فوتبال فورتونا دوسلدورف اشاره کرد.

## یادکرد ویکی‌پدیا
- مشارکت‌کنندگان ویکی‌پدیا. «Dennis Ibrahim». در دانشنامهٔ ویکی‌پدیای انگلیسی، بازبینی‌شده در ۱۳ آوریل ۲۰۲۲.